# Джанкарло Кроста
Джанкарло Кроста (італ. Giancarlo Crosta; 7 серпня 1934 — 23 вересня 2024) — італійський академічний веслувальник.
Срібний призер Олімпійських Ігор 1960 року в складі розпашної четвірки без стернового.
Чемпіон Європи 1961 року в складі розпашної четвірки без стернового.